# Bríd Rodgers
Bríd Rodgers, nata Stratford (Gaoth Dobhair, 20 febbraio 1935), è una politica irlandese nazionalista.
Sebbene sia nata e cresciuta in una zona del Gaeltacht nell'ovest della contea di Donegal nella Repubblica d'Irlanda, è stata politicamente attiva nell'Irlanda del Nord, dove era vice-leader del Partito Social Democratico e Laburista (SDLP) e membro dell'Assemblea dell'Irlanda del Nord per Upper Bann.

## Carriera politica
Rodgers ha studiato a Monaghan e all'University College di Dublino e vive nell'Irlanda del Nord dal 1960. È stata coinvolta nella Northern Ireland Civil Right Association dal 1965. È stata membro fondatore dell'SDLP, diventando presidente nel 1978 e segretario generale nel 1981. Nel 1983 è stata nominata al Seanad Éireann dal Taoiseach Garret FitzGerald, dove è rimasta fino al 1987.
Rodgers è stata leader del gruppo SDLP nei colloqui che hanno portato all'accordo del Venerdì Santo. È stata eletta all'Assemblea dell'Irlanda del Nord per il collegio elettorale di Upper Bann nel giugno 1998. È stata nominata nel primo esecutivo dell'Irlanda del Nord nel novembre 1999 come ministro dell'agricoltura e dello sviluppo rurale, e rimase in quella posizione fino alla sospensione dell'esecutivo nell'ottobre 2002. È diventata vice-leader dell'SDLP nel novembre 2001. Si è dimessa da membro dell'Assemblea dell'Irlanda del Nord alle elezioni dell'Assemblea del novembre 2003 e da vice-leader nel febbraio 2004, quando è stata sostituita da Alasdair McDonnell.

## Vita privata
Rodgers è sposata con Antoin Rodgers, insieme hanno sei figli. È una lontana parente del mafioso irlandese americano Vincent Coll. Parla correntemente irlandese, francese e italiano.